# Doug Ducey
Doug Ducey, all'anagrafe Douglas Anthony Roscoe, Jr. (Toledo, 9 aprile 1964), è un politico statunitense, governatore dell'Arizona dal 2015 al 2023.

## Biografia
Ducey nacque come Douglas Anthony Roscoe Jr. a Toledo, nell'Ohio, da Douglas Roscoe Sr. e Madeline Scott. Il padre, membro del dipartimento di polizia di Toledo, divorziò dalla moglie, la quale si risposò in seguito con l'imprenditore Michael Ducey, il quale adottò Doug, cambiando legalmente il cognome del padre biologico con quello adottivo.
Una volta terminato il liceo, si iscrisse all'Università dell'Arizona mentre lavorava ancora contemporaneamente presso la Hensley & Co., distributore della Anheuser-Busch, allora detenuta dalla famiglia di Cindy Hensley, moglie del futuro senatore dell'Arizona John McCain. Si laureerà in finanza nel 1986.
Dopo la laurea inizia a lavorare presso la Procter & Gamble, specializzandosi nelle vendite e marketing.
Repubblicano, entrò per la prima volta in politica nel 2010, quando venne eletto tesoriere del proprio stato.
Nel 2014 si candidò a governatore dell'Arizona e dopo aver battuto l'avversario democratico Fred DuVal entrò in carica il 5 gennaio 2015. Fu rieletto per un secondo mandato nel 2018.

## Vita privata
Ducey ha incontrato sua moglie, Angela, mentre frequentava l'Arizona State University. Vivono a Paradise Valley con i loro tre figli.  Ducey è un membro permanente della Chiesa cattolica.